# Egan Bernal Gómez
Egan Bernal Gómez   (Zipaquirá, 13 de gener de 1997) és un ciclista colombià, professional des del 2016, actualment corre a l'equip Ineos Grenadiers. Competeix tant en carretera com en ciclisme de muntanya.
Destacà des de ben jove, amb victòries com el Tour de l'Avenir o el Tour de Savoia Mont Blanc del 2017. El 2018 va fer un salt qualitatiu important, amb victòries a la general de la Colombia Oro y Paz, la Volta Califòrnia o el Campionat nacional de contrarrellotge i la primera participació en una gran volta, el Tour de França. El 2019 guanyà la París-Niça, la Volta a Suïssa i el Tour de França.
El 2021, després d'una temporada del 2020 marcada per les lesions que l'obligaren a abandonar al Tour de França, es proclamà vencedor de la classificació final del Giro d'Itàlia.

## Palmarès
- 2016
  - 1r al Tour de Bihor-Bellotto i vencedor d'una etapa
- 2017
  - 1r al Tour de Savoia Mont Blanc i vencedor de 2 etapes
  - 1r al Sibiu Cycling Tour i vencedor de 2 etapes
  - 1r al Tour de l'Avenir i vencedor de 2 etapes
- 2018
  -  Campió de Colòmbia en contrarrellotge
  - 1r a la Colombia Oro y Paz
  - Vencedor d'una etapa al Tour de Romandia
  - 1r a la Volta Califòrnia i vencedor de 2 etapes
- 2019
  - 1r a la París-Niça
  - 1r a la Volta a Suïssa i vencedor d'una etapa
  -  1r al Tour de França i  1r de la Classificació dels joves
  - 1r al Giro del Piemont
- 2020
  - 1r de la Ruta d'Occitània i vencedor d'una etapa
- 2021
  -  1r al Giro d'Itàlia i vencedor de 2 etapes
- 2025
  -  Campió de Colòmbia en contrarrellotge
  -  Campió de Colòmbia en ruta

### Posició a la classificació general a les grans voltes
| Cursa | Cursa           | 2018 | 2019 | 2020 | 2021 | 2022 | 2023 | 2024 | 2025 |
| ----- | --------------- | ---- | ---- | ---- | ---- | ---- | ---- | ---- | ---- |
|       | Giro d'Itàlia   | —    | —    | —    | 1r   | —    | —    | —    | 7è   |
|       | Tour de França  | 15è  | 1r   | Ab.  | —    | —    | 36è  | 29è  |      |
|       | Volta a Espanya | —    | —    | —    | 6è   | —    | 55è  | —    |      |

### Resultats al Tour de França
- 2018. 15è de la classificació general
- 2019.  1r de la classificació general.  1r de la Classificació dels joves.  Porta el mallot groc durant 3 etapes
- 2020. No surt (17a etapa)
- 2023. 36è de la classificació general
- 2024. 29è de la classificació general

### Resultats al Giro d'Itàlia
- 2021.  1r de la classificació general. Vencedor de 2 etapes.  1r de la Classificació dels joves.  Porta el mallot rosa durant 13 etapes

### Resultats a la Volta a Espanya
- 2021. 6è de la classificació general
- 2023. 55è de la classificació general